# Jay McInerney

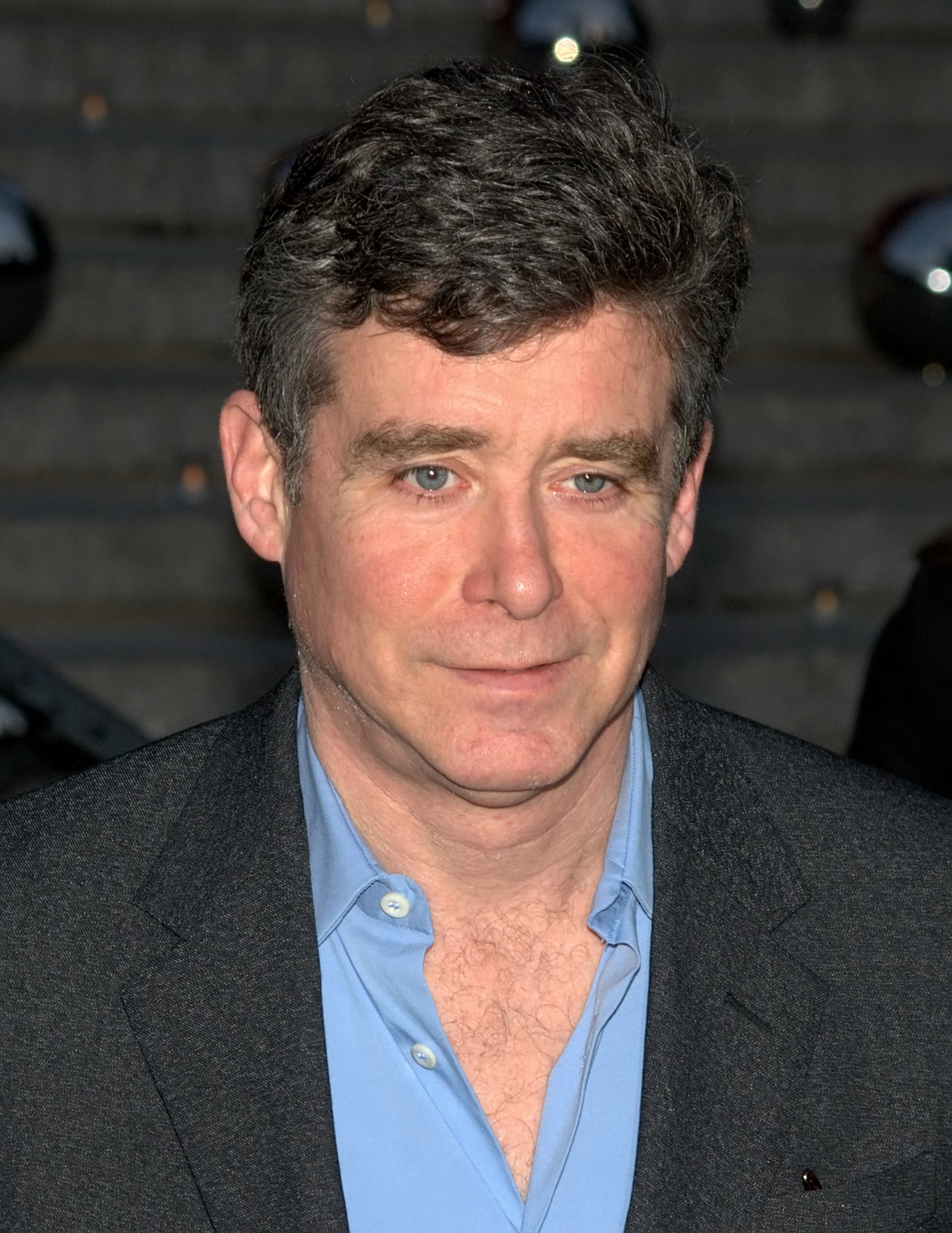
Jay McInerney

John Barrett McInerney Jr. (ur. 13 stycznia 1955 roku w Hartford, Connecticut) – pisarz amerykański
Studiował pisarstwo, pracował w magazynie „The New Yorker” przy sprawdzaniu faktów. Napisał scenariusze do filmów Jasne światła wielkiego miasta oraz Gia. Jego najbardziej znane, pierwsze książki opisywały życie młodych ludzi w wielkich miastach, nie stroniących od rozrywek, w tym kokainy. Po jego debiucie pojawiło się nowe pokolenie pisarzy amerykańskich, urodzonych ok. 1960 roku (McInerney, Ellis, Tartt), nazwanych „Brat Pack” („Paczka dzieciaków”).
McInerney obraca się w elitarnych, zamożnych kręgach Nowego Jorku jako pisarz-gwiazdor. Znawca wina. Trzykrotnie żonaty. M.in. wypromował w „The New Yorkerze” aktorkę Chloë Sevigny.
Bret Easton Ellis wprowadza McInerneya i stworzone przez niego postacie do swoich powieści.
W Polsce wydano powieść Bright Light, Big City (Jasne światła wielkiego miasta), a opowiadanie Trzecia strona zamieszczone zostało w antologii Niebezpieczne kobiety (Prószyński i S-ka, 2007). W Polsce znany był też film z 1988 roku Jasne światła wielkiego miasta, ekranizacja powieści.

## Utwory
- Bright Lights, Big City (1984; polskie wydanie pt. Jasne światła wielkiego miasta, 2008), debiut. W powieści tej nie poznajemy imienia ani nazwiska głównego bohatera, a narracja jest prowadzona w 2. osobie. W filmie bohater nazywa się Jamie Conway (gra go Michael J. Fox).
- Ransom (1985)
- Story of My Life (1988)
- Brightness Falls (1992; polskie wydanie pt. Szybko, dużo, mocno, 2008)
- The Last of the Savages (1997)